# Липоваць-Маюр
45°37′ пн. ш. 17°10′ сх. д. / 45.61° пн. ш. 17.17° сх. д.
Липоваць-Маюр (хорв. Lipovac Majur) — населений пункт у Хорватії, у Б'єловарсько-Білогорській жупанії у складі міста Дарувар.

## Населення
Населення за даними перепису 2011 року становило 83 осіб.
Динаміка чисельності населення поселення: